# Urbanisme de Cergy-Préfecture

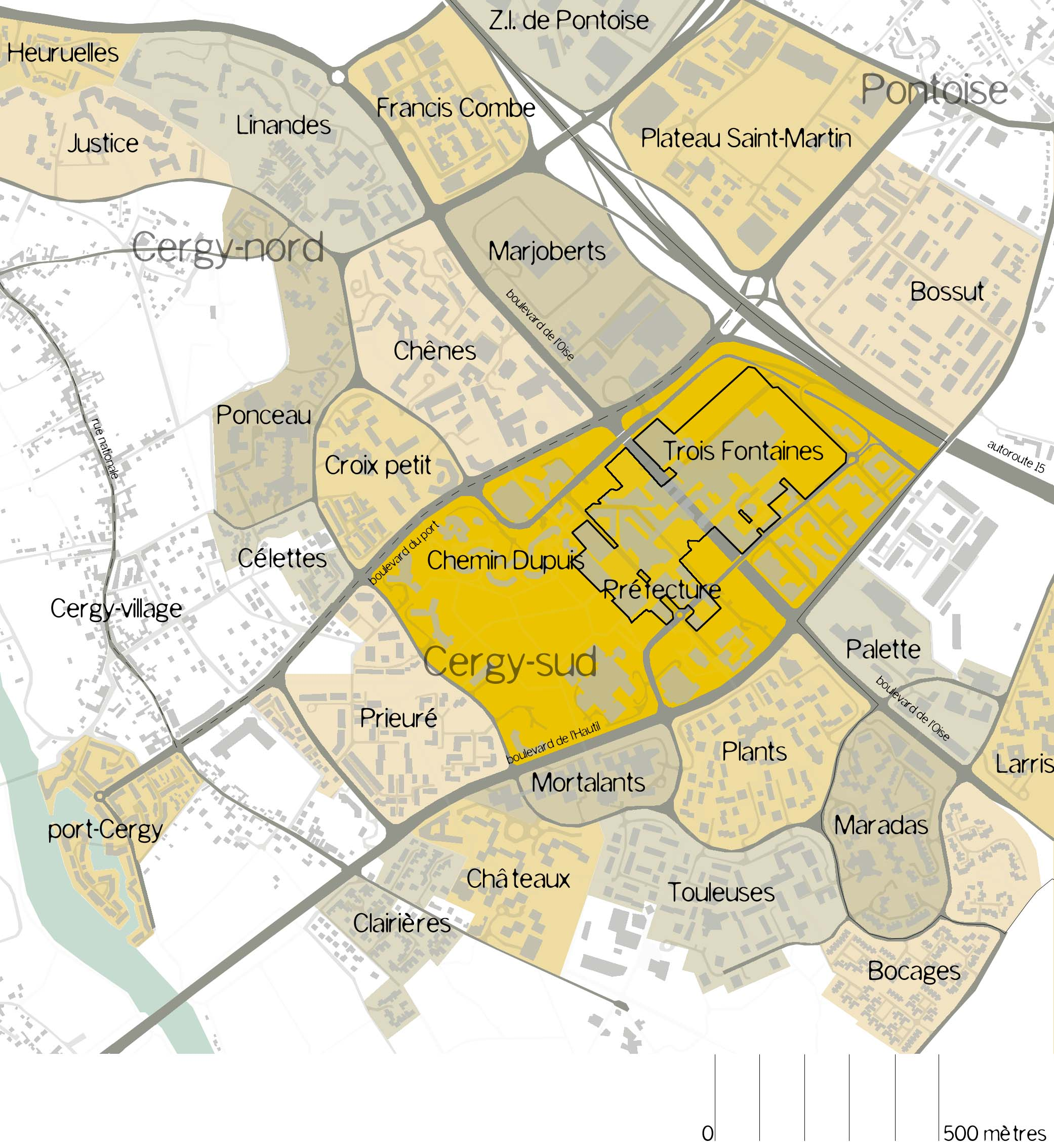
Les quartiers de la ville nouvelle autour de la dalle de Cergy-préfecture

Cergy-Préfecture est un quartier de la ville nouvelle de Cergy-Pontoise, le plus ancien, qui se développe autour de la préfecture du Val-d'Oise construite en 1970 par Henry Bernard.
La ville nouvelle de Cergy a été construite à partir du milieu des années 1960 à l'emplacement de terres agricoles dont elle n'a rien gardé, ni du découpage parcellaire, ni les chemins vicinaux. Les aménageurs ont dessiné la ville ex nihilo, sans continuité avec les occupations du sol existant jusque-là.
Le point de départ de la ville nouvelle est le quartier de la préfecture qui constitue le centre-ville de Cergy-Pontoise et qui est traité en dalle.

## Genèse du quartier de la préfecture
Paul Delouvrier, délégué général au District de la Région de Paris de 1961 à 1969, est à l'origine de l'aménagement du territoire autour de Paris, dont les villes nouvelles sont un des outils. En 1966 il nomme Bernard Hirsch directeur d’aménagement de Cergy-Pontoise qui le restera jusqu'en 1975. L'urbaniste principal, celui qui lui a donné ses grandes orientations, est Clément-Noël Douady. D'autres architectes et urbanistes ont collaboré au projet, notamment Claude Vasconi et Georges Pancréac’h pour ce qui concerne le quartier de la préfecture.

### Maîtrise de l'urbanisme
Un des objectifs majeurs qui a motivé les villes nouvelles fut le refus d’un urbanisme médiocre. Ce qui était considéré comme la plaie des banlieues était l’habitat pavillonnaire implanté anarchiquement qui déstructurait l’équilibre des communes rattrapées par l'urbanisation galopante de Paris.
Les grands ensembles furent l’amorce d’un essor maîtrisé de la croissance urbaine, soucieuse d’un déploiement plus harmonieux de l’habitat. Mais très vite cette maîtrise dut s’accompagner d’une politique de développement des infrastructures, des équipements et de l’emploi.
Les villes nouvelles ne sont pas la réponse devant l’échec des grands ensembles, parce qu’à l’époque il n’y a pas véritablement d’échec de ce type d’urbanisme. Au contraire, elles reprennent le flambeau de cette politique de la ville mais de façon plus profonde, plus globale et plus diversifiée.
L’ambition des villes nouvelles est de constituer un pôle de services urbains pour rééquilibrer l'agglomération, et de développer, en pleine banlieue, un espace véritablement urbain. Il faudrait, à l'instar des urbanistes britanniques, les qualifier de new towns in town. Ce sont de nouveaux quartiers de la ville agrandie de Paris.
L'expérience des villes nouvelles étrangères a montré qu’on ne pouvait créer de nouvelles villes en dehors des réseaux et des flux existants, c'est la raison pour laquelle les villes nouvelles sont installées sur des axes de pénétration de Paris. Les villes nouvelles sont donc situées sur des zones naturelles de développement de l’agglomération : elles accompagnent son évolution, elles lui donnent un cadre sans la contraindre.
En ce qui concerne l’emploi, les exemples de villes nouvelles anglaises montrent que la dépendance à un seul secteur d’activité a été un facteur d’insuccès. Les aménageurs français favorisent la diversité d’emploi.
Dans le secteur nord-ouest, plusieurs sites sont envisagés et plusieurs villes nouvelles sont projetées. Finalement une seule ville nouvelle concentrera le développement de ce secteur de l’agglomération. Le plateau de Cergy et des villages environnants est retenu. C’est une zone vide d’habitant près de Pontoise, à trente-cinq kilomètres de Paris, au-dessus de la dernière boucle de l’Oise.

### L'héritage des formes anciennes
L’héritage de la cité-jardin est encore prégnant dans la façon générale de disposer les villes nouvelles autour de Paris, mais aussi dans la relation que les urbanistes entendent instaurer entre la ville et la nature. La plupart des principes d'Ebenezer Howard sont conservés : une relation en réseau des villes nouvelles avec la ville-centre (Paris) pour fonctionner en synergie ; une grande autonomie de la ville par la création d'équipements, de services publics et de lieux d'activité ; l'aménagement de vastes espaces publics ; une accessibilité à tous les revenus.
L'organisation sociale très orientée vers le communautarisme est encouragée, et ceci est en phase avec les aspirations sociales de l'époque (nous sommes à la fin des années 1960). C’est un projet de société ; les premiers habitants des villes nouvelles sont considérés comme des pionniers d'une société moderne et renouvelée. Les premières orientations des urbanistes de Cergy proposent, selon les publicités de l'époque, « un mode de vie nouveau qui se rattache aux plus profondes traditions de la vie urbaine : travailler à proximité de son domicile, dévaler les pentes pour se baigner dans le lac, aller à la campagne ou à la mer le dimanche sans que les retours soient un cauchemar, sortir le soir sans retenir ses places plusieurs semaines à l’avance, profiter de l’animation d’un centre sans souffrir de son bruit, faire rouler ou ranger sa voiture à sa guise, laisser sans risque les enfants aller seuls à l’école, ce mode de vie n’est nouveau que dans la mesure où depuis cinquante ans il a disparu dans des villes étouffées par leur croissance et inadaptées à la voiture.
À Pontoise-Cergy, l’automobile sera remise à sa place, celle d’un instrument commode. »
En ce qui concerne plus particulièrement la forme urbaine, Cergy-Pontoise a eu la chance de bénéficier de l’expérience des villes nouvelles étrangères. Certaines furent des contre-exemples ou des expériences mitigées, d’autres ont profondément marqué la morphologie urbaine de Cergy-Pontoise.
La ville de Radburn dans le New Jersey aux États-Unis, a eu un impact décisif dans la répartition et l’organisation des réseaux. Radburn est une ville réalisée à partir de 1929 dont les unités d'habitation, réalisées par Clarence Stein et Henry Wright, répondent au principe suivant lequel un enfant doit pouvoir marcher jusqu'à son école sans avoir à traverser une rue. Les cheminements de piétons sont séparés de ceux des automobilistes bien qu’ils restent à niveau.
En ce qui concerne le cadre de vie, la ville nouvelle de Tapiola près d’Helsinki en Finlande, a été déterminante. Tapiola fut un exemple pour la mixité du bâti et le rapport réussi de la ville contemporaine avec le cadre naturel. La ville nouvelle finlandaise a mis l’accent sur l’aménagement au sol dans un souci de diversité dans le traitement paysager.

## Structure de l'urbanisme: la ville de réseaux

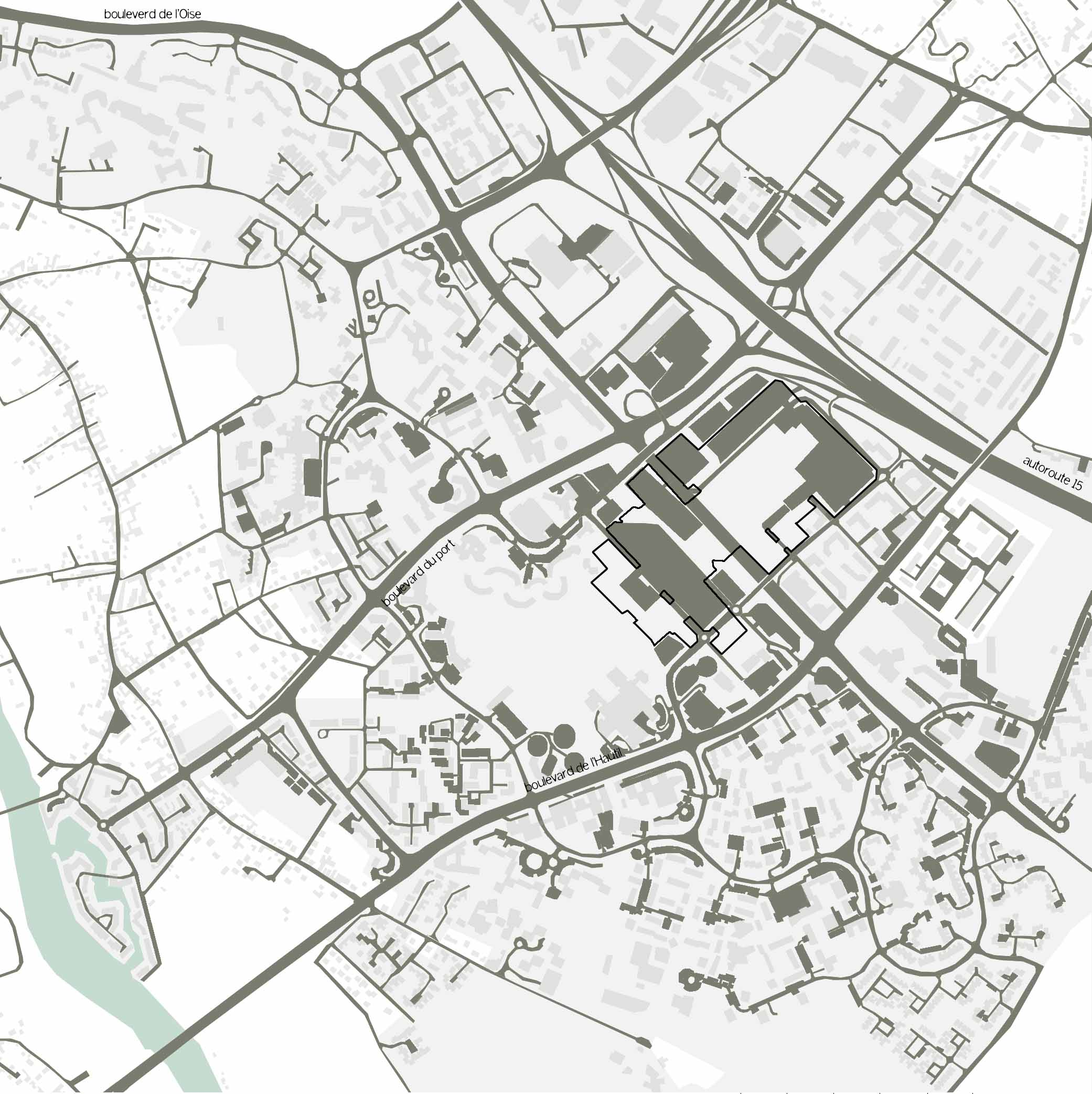
Réseau des routes

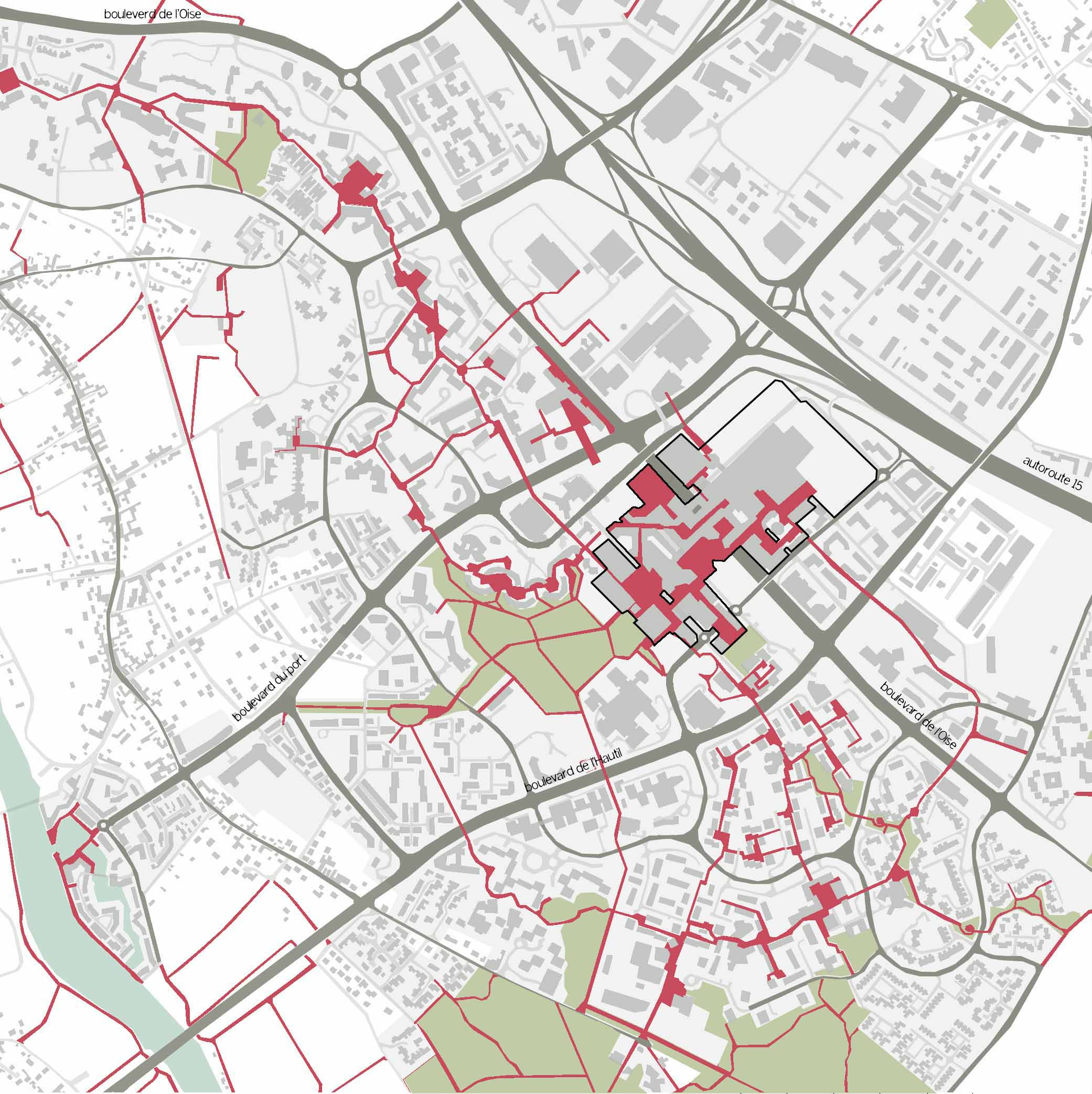
Réseau des piétons

La structure de l’urbanisme de la ville nouvelle repose sur les réseaux de voies routières. C'est à partir des modes de déplacement que la ville nouvelle s'est organisée.
Un premier réseau, qui charpente le développement de Cergy-Pontoise, est constitué d'autoroutes, de boulevards et d'avenues. Il met en relation chaque partie avec l'ensemble : c'est un réseau ouvert.
Un deuxième réseau est constitué des allées et voies de desserte des parkings. Il se termine invariablement en impasse ou en boucle et il ne concerne que la desserte hyper-locale : c'est un réseau fermé.
Ce réseau est hiérarchisé ; les autoroutes conduisent aux boulevards qui desservent les avenues, auxquelles sont connectées les voies menant aux parkings.
Les réseaux de Cergy sont surdimensionnés dès l’origine, par souci de confort, indépendamment de la réalité du trafic. Comme leur terminologie ne le dit pas, ce sont moins des boulevards ou des avenues que des routes urbaines. Leur traitement fait d’ailleurs davantage appel à l’art de l’ingénierie : bretelle d’échange, autopont, etc.
Un autre système de voies se superpose au premier. Ce réseau, exclusivement réservé aux piétons et aux cyclistes, dessine une trame décalée par rapport au réseau routier. Il y a une dissociation des déplacements, mais il y a surtout une dissociation des fonctions de socialisation. Les voies pour piétons sont le lieu où sont placées les fonctions de sociabilité (écoles, commerces, etc.)

### Mode de remplissage des îlots
Les outils qui permettent d'analyser un tissu traditionnel (la rue, l'îlot, la parcelle) perdent ici leur pertinence car il n'y a pas véritablement de rue. Les voies de circulations du système ouvert délimitent des entités, assimilable à des îlots. Ces îlots sont les unités d’opération : un îlot est conçu, dessiné et construit par un seul constructeur-promoteur, répondant au programme défini par les aménageurs de la ville nouvelle. Ce sont des sortes de petits clusters. Une grande liberté dans la conception et l’organisation interne des îlots est laissée aux promoteurs.
En revanche, ces îlots sont une façon d'organiser le zonage de la ville nouvelle. L'É.P.A. de Cergy-Pontoise impose une monofonctionnalité de chaque cellule. Un îlot est entièrement alloué soit à l'habitat, soit à l'activité, mais les deux ne se mélangent pas.

### Système des îlots à Cergy sud et nord
La taille des îlots est en moyenne de cinq cents mètres par trois cents. Idéalement, les boulevards et avenues les ceinturant sont encaissés, et des levées de terre de part et d’autre les dissimulent aux regards depuis l’intérieur. Les îlots furent plus volontiers appelés « polders » par les urbanistes de Cergy : ces parcelles de terre sont sauvées non pas des eaux mais de la circulation.
L'É.P.A. détermine les programmes et la composition de chaque îlot en termes d’offre de logements, de commerces, etc. Les îlots sont de petits villages. Ils constituent des unités de vie, des communautés. Les îlots résidentiels se développent autour d’une école ou de commerces, permettant aux enfants ainsi qu’aux femmes au foyer de ne pas sortir de leur enclave. Leur structure est centripète : la vie sociale est concentrée au centre. Bien qu’étant des copropriétés privées, les îlots sont traversés par les cheminements piétons, ouverts à tous.
Chaque constructeur-promoteur, chargé d’un de l’ensemble de l’îlot, reçoit un cahier des charges lui indiquant notamment les continuités piétonnes qu’il a à charge d’assurer. En général, un promoteur et son architecte ne construisent pas plus de 600 logements. Ce sont de toutes petites opérations immobilières en comparaison d’opérations emblématiques comme la Grande-Borne d’Émile Aillaud (4 000 logements). L'éclatement des opérations et la multiplication des acteurs de la ville est la garantie d'une plus grande diversité des quartiers et d'une échelle plus humaine. Le regroupement des logements en petites collectivités physiquement autonomes crée les conditions d'une vraie démocratie collective.

## Le quartier de la préfecture

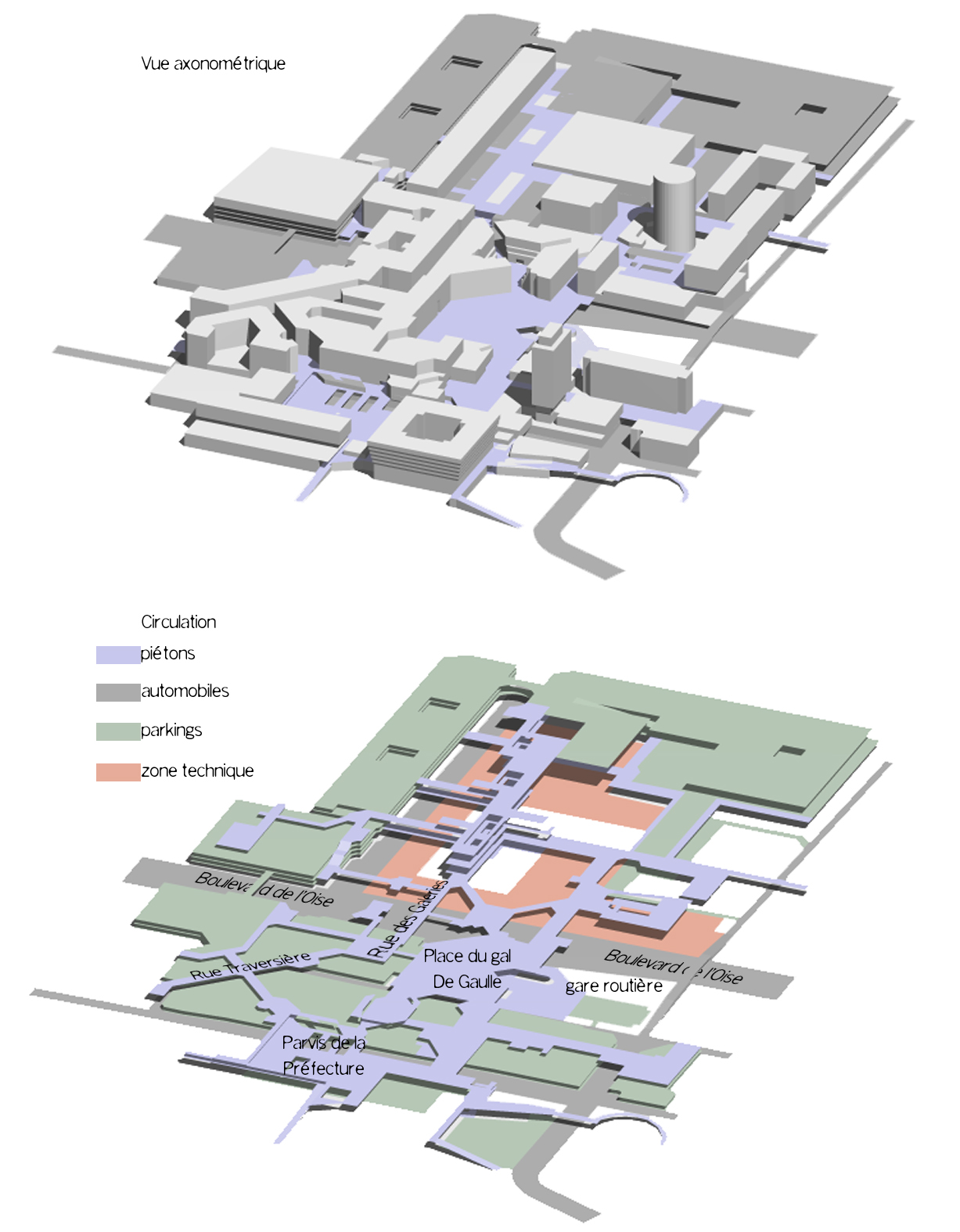
Volumétrie et circulation de la dalle de Cergy-Préfecture

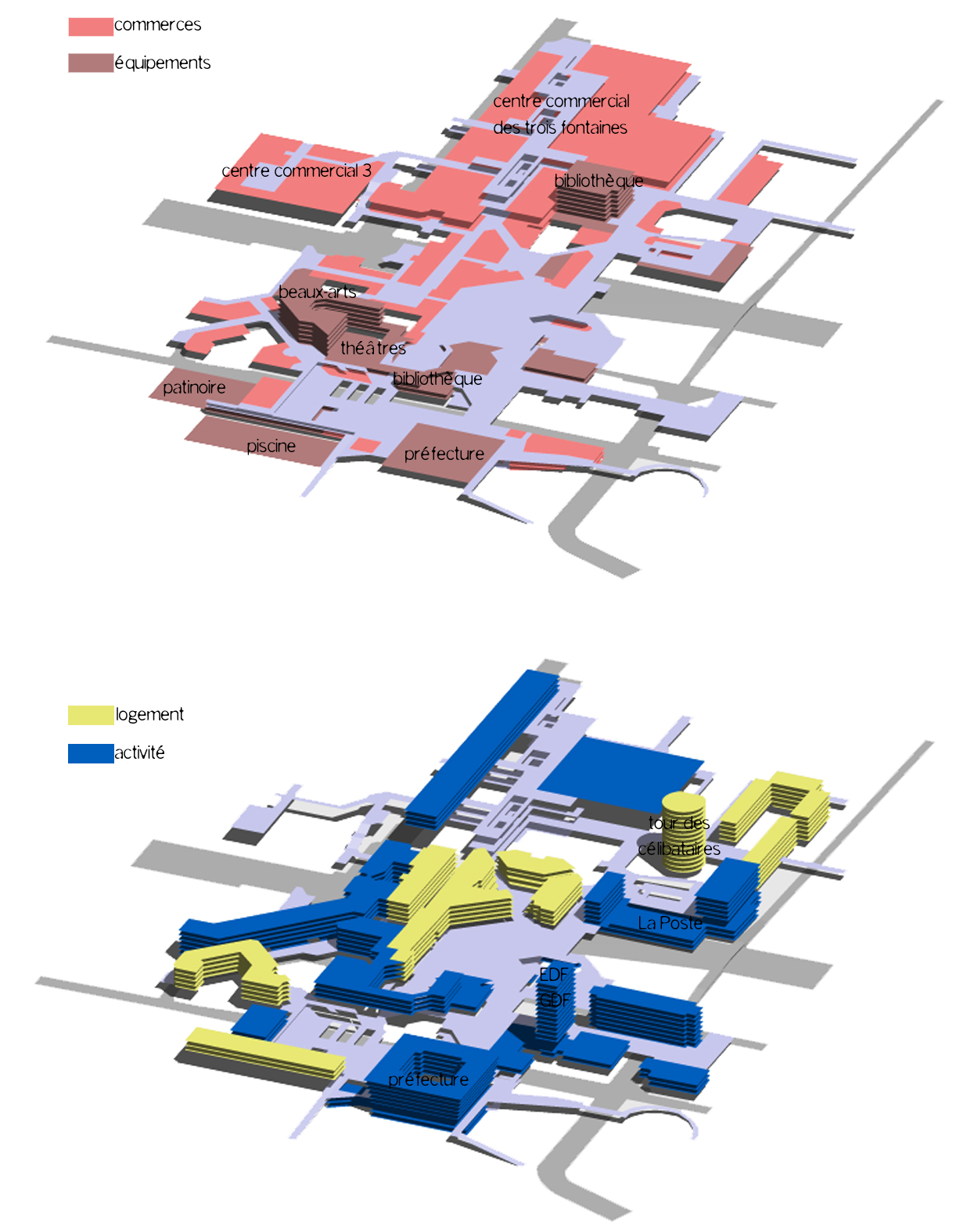
Répartition des activités et du logement sur la dalle

Le quartier de la préfecture est construit sur une dalle. Malgré cela, cet urbanisme particulier puisque « hors sol » correspond davantage à une variation de l’urbanisme de Cergy-sud qu’à un type urbain autonome. Il reprend les principes qui valent pour les îlots banals, mais l'adapte pour répondre aussi aux objectifs fixés par l'É.P.A. de Cergy-Pontoise, en rapport avec un programme ambitieux de centre ville dense mixte et complexe.

« 1- Assurer une fluidité satisfaisante pour la circulation automobile générée par la forte densité du programme général (bureaux, logements, équipements, commerces).
2- Économiser les espaces au sol pour les activités génératrices d'animation de centre ville, en jouant avec les superpositions plutôt qu'avec les juxtapositions.
3- Avoir des plates-formes d'échanges optimum entre trains, gare routière, taxis et dépose de passagers, parce que ces modes de déplacement constituent autant de services consommateurs de surfaces, mais nécessaires à la vie du centre ville.
4- Se réserver en même temps la place pour «stocker» les voitures des usagers du centre dans l'espace créé entre le sol naturel et le sur-sol. Le programme global du centre nécessite, en effet, l'adjonction de plus de 10 000 places de stationnement. »

L'ennui dû à la monofonctionnalité des grands ensembles est combattu par le télescopage des fonctions. La dalle permet la juxtaposition des activités qui elles-mêmes créent de la mixité, donc de la Ville dans une forme renouvelée et dynamique.
La zone sur dalle est avant tout un quartier d'activité. Elle accueille à la fois des administrations (préfecture, mairie, centre des impôts, etc.), de l'activité tertiaire (tour E.D.F., banques, sièges d'entreprise), de commerces de grande taille (centre commercial des Trois-Fontaines), des commerces de proximité, des restaurants, des lieux de culture (bibliothèques, théâtre, cinémas, lieu d'exposition, etc.), de loisir (piscine, patinoire, boîte de nuit, etc.). Le quartier de la préfecture n’a pas pour vocation d’être une zone résidentielle cependant le logement représente 19 % des surfaces habitables construites.
Il y a une ambivalence dans la définition de ce que doit être le centre ville. C'est à la fois un quartier vivant et grouillant, et en même temps la promiscuité des activités risquent d'étouffer le bon fonctionnement du centre. La ville nouvelle dont l'organisation à l'échelle de son territoire reprend les principes élémentaires du zonage de la ville moderne, rompt localement ces principes au niveau du centre ville. En fait, si à l'échelle de l'îlot de la dalle les principes de zonages ne sont pas respectés, à l'échelle de la ville nouvelle ils le sont. Il faut comprendre cette opération de dalle comme une cellule spéciale dont la fonction est d'être un centre ville.
Le premier édifice fut la préfecture en 1970, et en 1990 le centre commercial 3 marque l'achèvement de la dalle. Entre-temps, le projet initial a été remanié et adapté en fonction de l'expérience acquise sur l'urbanisme de dalle, mais aussi des critiques de plus en plus virulentes faites à l'encontre de cet urbanisme.

### Première période: 1965-1974
L’opération de la dalle commence par la construction des trois pôles emblématiques  ; la préfecture (de Henry Bernard en 1970), le centre commercial des Trois-Fontaines (de Claude Vasconi et André Georgel en 1973) et la tour EDF (de Renzo Moro) en 1976. Ces pôles distants de 500 mètres sont les deux embryons autour desquels la dalle va se structurer.
La grande majorité de l'espace piétonnier est à une altitude de 6,5 mètres au-dessus du sol. Les toits accessibles servent d’espace de distribution pour des bâtiments posés sur ces toits. Des galeries en porte-à-faux au-dessus du niveau rez-de-dalle sont des trottoirs supplémentaires desservant les parties hautes des immeubles. Dans l’épaisseur de la dalle, des passages sont aménagés.

### Seconde période: 1974-1990

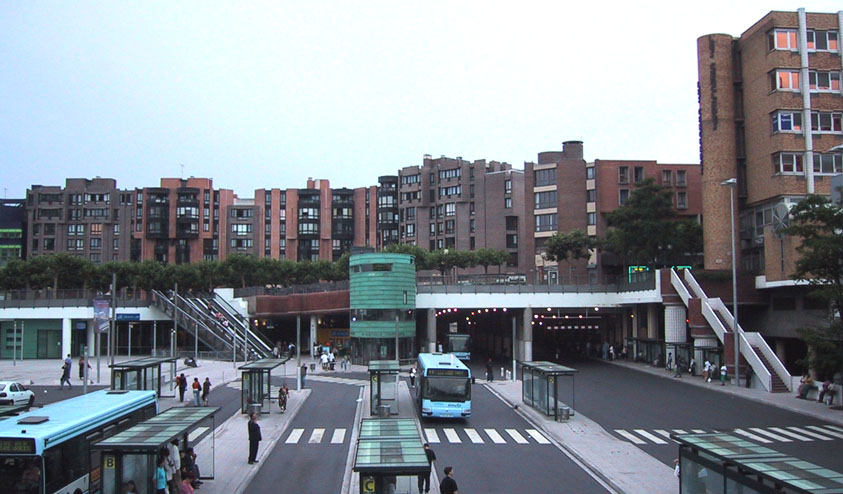
La tranche de la dalle au niveau de la gare routière

Autour des années 1980, la dalle se prolonge en trait d'union entre la préfecture et les Trois-Fontaines. Cette partie est principalement constituée de bureaux, de logements et de commerces « sur rue » sur dalle.
L’idéologie prônant la séparation existe toujours, seulement elle est mise en espace différemment. Le centre de la dalle fait référence à la rue piétonne des centres anciens réaménagés. Il n'est pas question de mélanger les flux de circulation. L’approche postmoderne ne veut pas revenir aux modes de production anciens de la ville. Elle veut retrouver le bonheur de flâner dans la ville.
Le désir de maîtrise de l’espace est le même que pour la première phase mais il est plus abouti. La dalle propose des espaces de déambulation proche des centres anciens réhabilités qui apparaissent à la même époque.
La dalle des années 1980 élabore un système binaire : il n’y a que deux niveaux superposés, mais rigoureusement distincts dans leur tracé et leur traitement. Au niveau rez-de-dalle, le traitement du bâti et de l’espace public — les commerces sur rue, les mails plantés de platanes, toutes ces références explicites aux centres-villes traditionnels — cherchent à éliminer toute perception du dispositif de la dalle. La dalle permet la synthèse, finalement très postmoderne, entre un urbanisme des trois établissements humains et de l’urbanisme vernaculaire.